# 青野原站

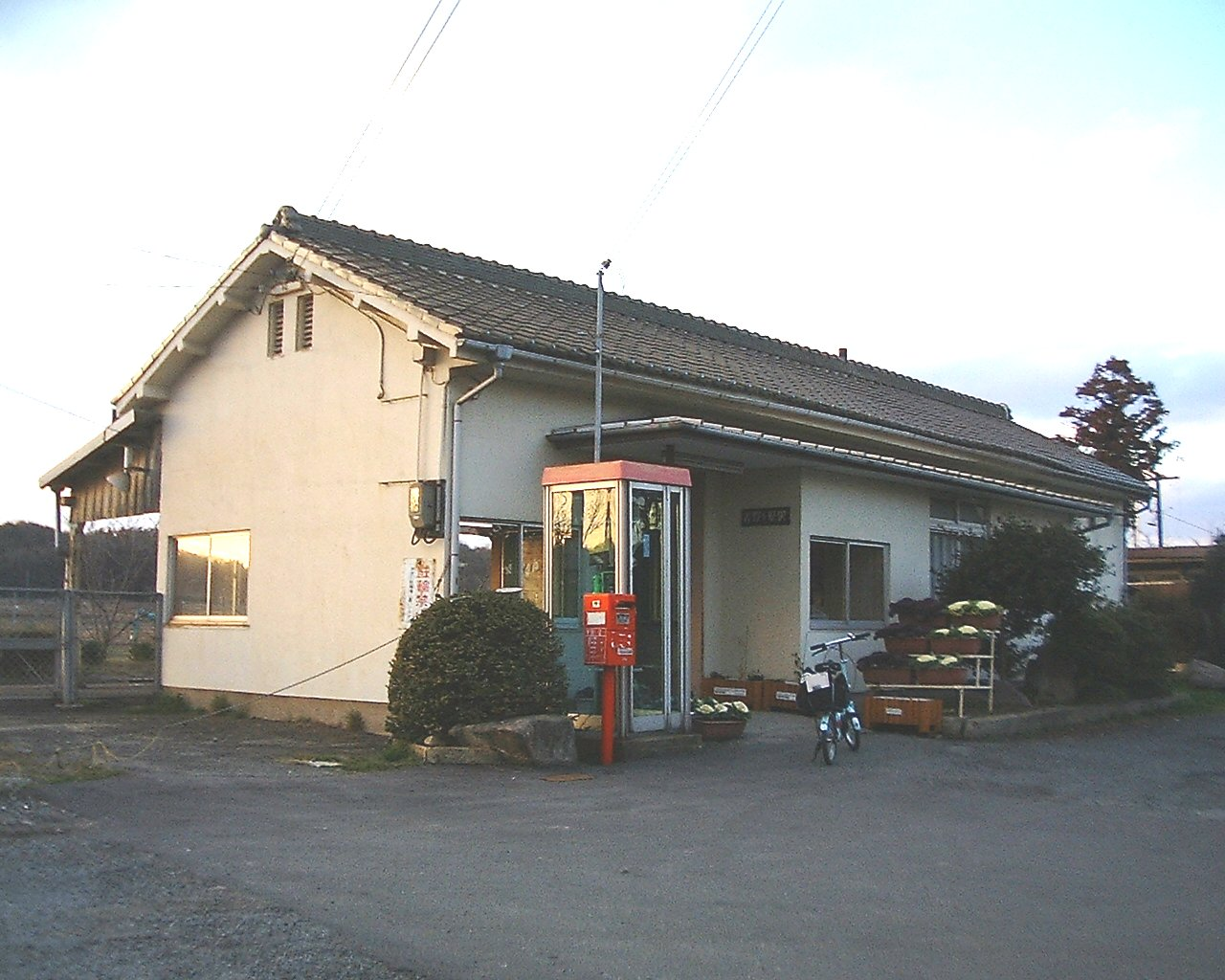
舊站房（2003年2月）

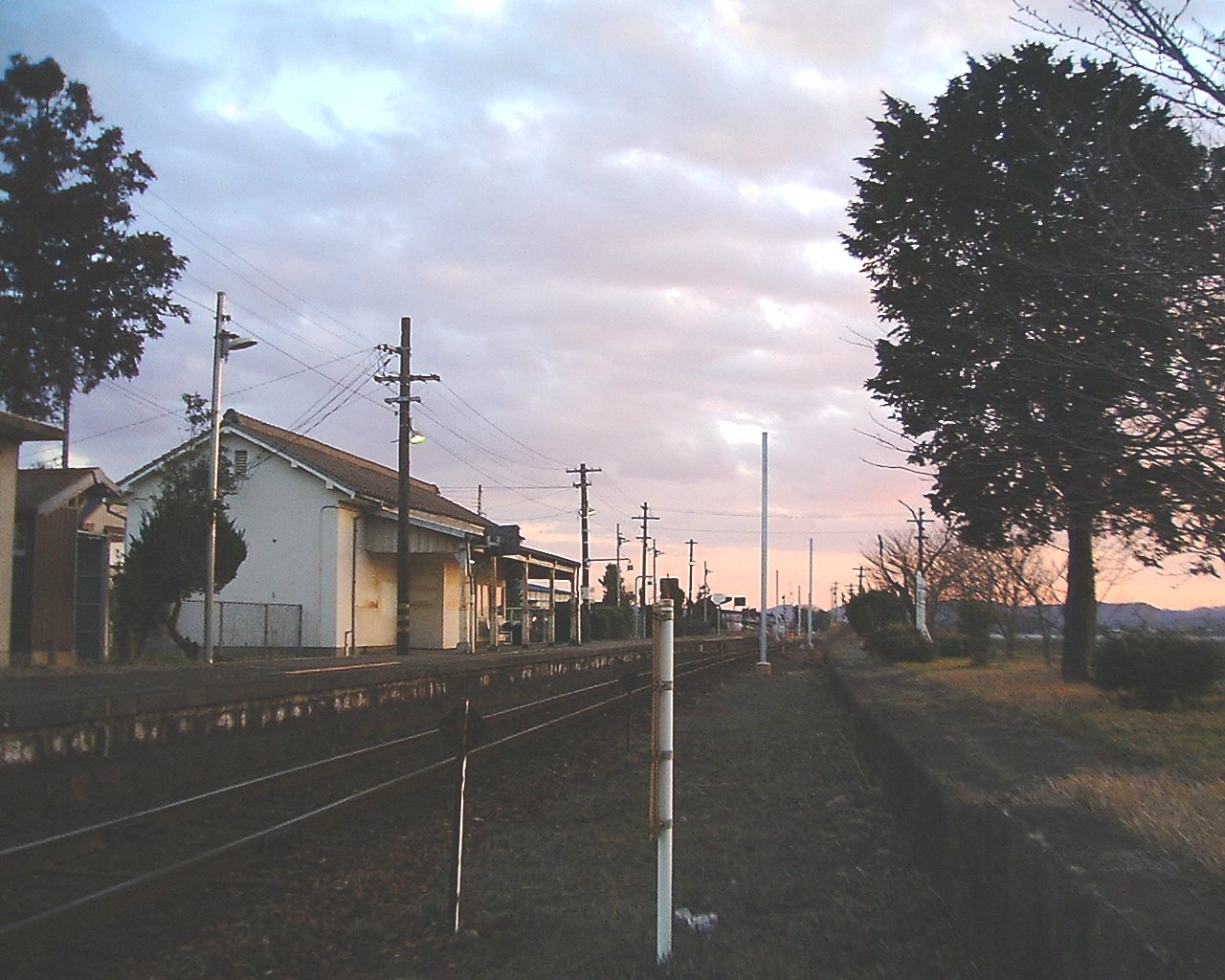
非電氣化時代的站內（2003年2月）

青野原站（日语：／ Aonogahara eki */?）是位於兵庫縣小野市復井町字十郎，西日本旅客鐵道（JR西日本）的加古川線車站。

## 歷史
- 1913年（大正2年）8月10日 - 播州鐵道 國包站（現時：厄神站）至西脇站之間開通，大門口站啟用[1][2]。當時為旅客和貨物車站。
  - 當時車站位於兵庫縣加東郡河合村（日语：河合村 (兵庫県)）復井字十郎。
- 1916年（大正5年）11月22日 - 車站改名為播鐵大門站[1][3]。
- 1923年（大正12年）12月21日 - 路線轉讓給播丹鐵道[4]。
- 1943年（昭和18年）6月1日 - 播丹鐵道被國有化，成為鐵道省加古川線車站[5]。同時車站改名為青野原站[1]。
- 1954年（昭和29年）12月1日 - 隨著小野市成立，車站地址變為現址。
- 1962年（昭和37年）9月1日 - 結束貨物起卸業務。
- 1986年（昭和61年）11月1日 - 成為無人車站。
- 1987年（昭和62年）4月1日 - 伴隨國鐵分割民營化，車站由西日本旅客鐵道（JR西日本）營運。
- 1990年（平成2年）6月1日 - 加古川鐵道部（日语：加古川鉄道部）成立，並管轄此站[6]。
- 2004年（平成16年）12月19日 - 加古川線電氣化同時車站大樓翻新[1]。
- 2009年（平成21年）7月1日 - 隨著加古川鐵道部廢止，變由神戶分社（日语：西日本旅客鉄道神戸支社）直轄，此站由加古川站管理[7]。
- 2016年（平成28年）3月26日 - 此站開始可以使用IC卡「ICOCA」[8]。此站設置IC卡專用簡易閘機。

## 車站構造
車站是一座地面車站，設有1面1線的單式月台。谷川方向的列車會開啟右邊車門。曾經此站設有2面2線的相對式月台，現時一邊的月台已經撤走。
加古川站管理的無人車站，此站設有自動售票機。車站大樓內設有社區會堂。

## 時間表
現時日間時段每小時設有1班列車停靠。

## 車站周邊
此站的前稱「大門」是位於加古川對面岸的加東市。此站由於為加古川的水運要所而繁榮。另外，此站曾經成為舊陸軍青野原演習場運送物資的要點。
- 陸上自衛隊青野原駐屯地（日语：青野原駐屯地）[1]
- 土井醫院（日语：土井病院）
- 介護老人保健設施 薫楓苑
- 龜鶴保育所 （页面存档备份，存于）（日語）
- 小野八池自然公園 多用途圓頂（龍翔圓頂） （页面存档备份，存于）（日語）
- 河合運動廣場 （页面存档备份，存于）（日語）
- 慶德寺

## 利用狀況
在2019年度，1日平均乘車人次為158人。
| 年度 | 1日平均 乘車人次 |
| ---- | ---------------- |
| 1997 | 252              |
| 1998 | 247              |
| 1999 | 251              |
| 2000 | 261              |
| 2001 | 257              |
| 2002 | 270              |
| 2003 | 270              |
| 2004 | 245              |
| 2005 | 245              |
| 2006 | 228              |
| 2007 | 237              |
| 2008 | 228              |
| 2009 | 202              |
| 2010 | 191              |
| 2011 | 183              |
| 2012 | 185              |
| 2013 | 176              |
| 2014 | 161              |
| 2015 | 179              |
| 2016 | 164              |
| 2017 | 160              |
| 2018 | 149              |
| 2019 | 158              |

## 相鄰車站
西日本旅客鐵道（JR西日本）
 加古川線
河合西－青野原－社町

## 注腳
1. 1 2 3 4 5 6 7 8 9 10 11 12 13 14 15 16 17  . 神戶新聞綜合出版中心. 2011-12-15: 207. ISBN 9784343006028 （日语）.
2. ↑  「軽便鉄道運輸開始」『官報』1913年8月22日（國立國會圖書館數碼化收藏）
3. ↑  「軽便鉄道運輸開始及停車場名改称」『官報』1916年11月28日（國立國會圖書館數碼化收藏）
4. ↑  『鉄道省鉄道統計資料. 大正12年度』（日語）（國立國會圖書館近代數碼圖書館）
5. ↑  官報 第4907号（日語） 1943年5月25日
6. ↑  JRR編《JR気動車客車編成表 2011》交通新聞社，2011年。ISBN 978-4-330-22011-6。
7. 1 2  . 交通新聞 (交通新聞社). 2009-06-25: 1 （日语）.
8. ↑   (PDF) (新闻稿). 西日本旅客鉄道. 2015年12月18日  [2016-03-26]. （原始内容 (PDF)存档于2016-03-05） （日语）.
9. ↑  小野市統計書

## 外部連結
- 青野原｜車站資訊：JR出門網 - 西日本旅客鐵道